# Теллурид галлия(II)
Теллурид галлия(II) — бинарное неорганическое соединение
галлия и теллура с формулой GaTe,
чёрные кристаллы.

## Получение
- Сплавление компонентов:

{\displaystyle {\mathsf {Ga+Te\ {\xrightarrow {T}}\ GaTe}}}

## Физические свойства
Теллурид галлия(II) образует чёрные кристаллы в виде мягких листочков с жирным блеском, которые легко растираются в ступке.
Кристаллы имеют две модификации — моноклинная и гексагональная сингонии.
Является полупроводником.